# Гарф, Вильгельм Евгеньевич
Вильге́льм Евге́ньевич Гарф (нем: Wilhelm v. Harff; 22 декабря 1884  [3 января 1885], Гродно — 22 августа 1938, Коммунарка) — российский и советский военный деятель немецко-латышского происхождения, полковник Генерального штаба Российской империи.
Участник Первой мировой войны.
Участник Гражданской войны в составе РККА.
Офицер Генерального штаба РИА, позже — Всероглавштаба РККА высшей служебной категории, комдив, начальник Академии связи им. В. Н. Подбельского.
Жертва политических репрессий в СССР.
Потомственный дворянин, представитель немецко-балтийского дворянского рода. Евангелическо-лютеранского вероисповедания. Беспартийный.

## Биография
Родился в Гродно (ныне Республика Беларусь) старшим сыном в многодетной семье офицера Генерального штаба, позже генерал-лейтенанта, начальника Главного управления казачьих войск Евгения Георгиевича фон Гарфа и его жены — дочери вице-адмирала Российского флота Фёдора Богдановича фон Шульца Клары Фёдоровны (1857—1934).
С 1889 года в связи с переводом отца в Генеральный штаб Вильгельм проживал в Петербурге. Образование получил в Пажеском Его Императорского Величества корпусе, где 1 сентября 1902 года был принят в службу. 9 августа 1904 года В. Гарф был выпущен из корпуса подпоручиком в лейб-гвардии Егерский полк. Через два года ему было присвоено звание поручика, а еще через год, как успешно сдавший приёмные экзамены, В. Е. Гарф был зачислен слушателем Императорской Николаевской военной академии, которую в 1910 году окончил по первому разряду с назначением в Генеральный штаб.
На одном курсе с Вильгельмом Евгеньевичем учились в академии такие, в последующем крупные военачальники Краской Армии, как: Н. В. Соллогуб, В. Л. Барановский, Б. М. Шапошников, А. И. Верховский. Вместе с тем, выпускниками академии 1910 года оказались и многие будущие лидеры Белого движения: П. Н. Врангель, М. М. Зинкевич, Н. В. Нагаев, В. И. Сидорин, А. Л. Носович, А. Н. Вагин.
С 1 ноября 1910 года в течение двух лет штабс-капитан Вильгельм Гарф отбывал цензовое командование ротой в лейб-гвардии Егерском полку, по результатам которого 26 ноября 1912 года был прикомандирован к штабу 3-го армейского корпуса, дислоцированного в Вильне, где вступил в должность старшего адъютанта.

### Участие в Первой мировой войне
С началом Первой мировой войны и образованием в июле 1914 года из частей Виленского округа 1-й армии капитан Вильгельм Гарф занял в ней должность старшего адъютанта генерал-квартирмейстера штаба. В составе Северо-Западного фронта 1-я армия под командованием генерала П. К. фон Ренненкампфа 4 августа 1914 года вступила в Восточную Пруссию. Уже в первые недели войны Вильгельм Гарф отличился в сражении под Гумбинненом. 6 декабря 1914 года ему было присвоено звание подполковника, а в феврале следующего года он получил назначение старшим адъютантом командующего 26-й пехотной дивизии (командир — генерал-майор П. А. Тихонович). Дивизия входила в состав 2-го армейского корпуса, который с 8 августа состоял при 1-й армии. В феврале дивизия выдвинулась в Польшу, где В. Е. Гарф отличился в ожесточенных боях в районе города Сейны (25-28.02.1915), поселения Краснополь (15.03.1915), города Сувалки.
10 сентября 1915 года подполковник В. Е. Гарф был назначен начальником штаба 69-й пехотной дивизии, действовавшей в составе 21-го армейского корпуса (3-я армия Юго-Западного фронта). Дивизия относилась ко второй очереди мобилизации и была сформирована только в 1914 году, то есть уже после объявления войны. Это означало, что процент необученных солдат в ней был гораздо выше, чем в дивизиях первой очереди, которые формировались еще в мирное время. Тем не менее, дивизия быстро заслужила репутацию надежного соединения, находясь с 1914 года на Юго-Западном фронте, где участвовала в боях за Львов и в осаде австрийской крепости Перемышль. В следующем году дивизия вела бои в Карпатах, затем летом прошла тяжелый путь отступления из Галиции. Вильгельм Гарф вступил в должность начальника штаба дивизии в те дни, когда в начале осени 1915 года в составе 21 корпуса она была переброшена на Западный фронт в район Крево-Сморгонь. Дивизия оставалась здесь более двух лет, до самого роспуска императорской армии в марте 1918 года после подписания большевиками Брестского мира. Всё это время она вела кровопролитные оборонительные бои за Сморгонь.
Начальником дивизии генерал-лейтенантом А. П. Гавриловым В. Е. Гарф характеризовался весьма высоко:
В имевших случаях боевых действиях дивизии в поле и в штабной деятельности разбирается умело и быстро, а для успеха ориентировки в бою пренебрегал опасностью. Как начальник штаба вполне на месте, с большим тактом, с инициативой. К подчиненным относится сердечно и справедливо и, хотя характера мягкого, но в своих требованиях настойчив. Обстановку боевой жизни переносит очень легко, здоровья очень крепкого. Отличный.Подписал начальник 69-й пехотной дивизии генерал-лейтенант Гаврилов. 18 ноября 1916 года.
В июле 1917 года части 69-й дивизии участвовали в известном «наступлении Керенского». Тогда же Вильгельм Евгеньевич получил и своё последнее воинское звание в старой армии — полковника (приказ 15.08.1917). После Октябрьского переворота полковник В. Е. Гарф в прежней должности начальника штаба 69-й дивизии оставался на передовой. В условиях развала армии дивизия оказалась среди тех немногих, что не потеряли боеспособности и управляемости. 30 января 1918 года главковерх Н. В. Крыленко затребовал Вильгельма Гарфа в Петроград, где назначил его помощником делопроизводителя Главного управления Генерального штаба. В марте 1918 года одновременно с подписанием Брестского мира, одним из условий которого стала демобилизация императорской армии, столица республики, а вместе с ней и Главное управление Генерального штаба были переведены в Москву. В составе созданной при Главном управлении Генштаба Всероссийской коллегии по формированию Красной Армии покинул Петроград и В. Е. Гарф. Почти через два месяца, 8 мая 1918 года вместо Главного управления Генерального штаба был создан Всероглавштаб. В нем на правах вольноопределяющегося Вильгельм Евгеньевич занял должность руководителя австрийским отделением при Военно-статистическом отделе Оперативного управления.

### На службе в Рабоче-крестьянской Красной армии
Поверив призывам бывшего генерала М. Д. Бонч-Бруевича, В. Е. Гарф добровольно вступил в РККА и 8 октября 1918 года получил назначение в штаб Восточного фронта. Пока фронтом командовал С. С. Каменев, Вильгельм Евгеньевич был начальником оперативно-разведывательного управления штаба фронта и полевого управления. С приходом 7 июля 1919 года нового командующего А. А. Самойло и до расформирования фронта 15 января 1920 года В. Е. Гарф был бессменным начальником штаба Восточного фронта. После А. А. Самойло фронтом последовательно командовали С. С. Каменев (повторно), П. П. Лебедев, М. В. Фрунзе, В. А. Ольдерогге.

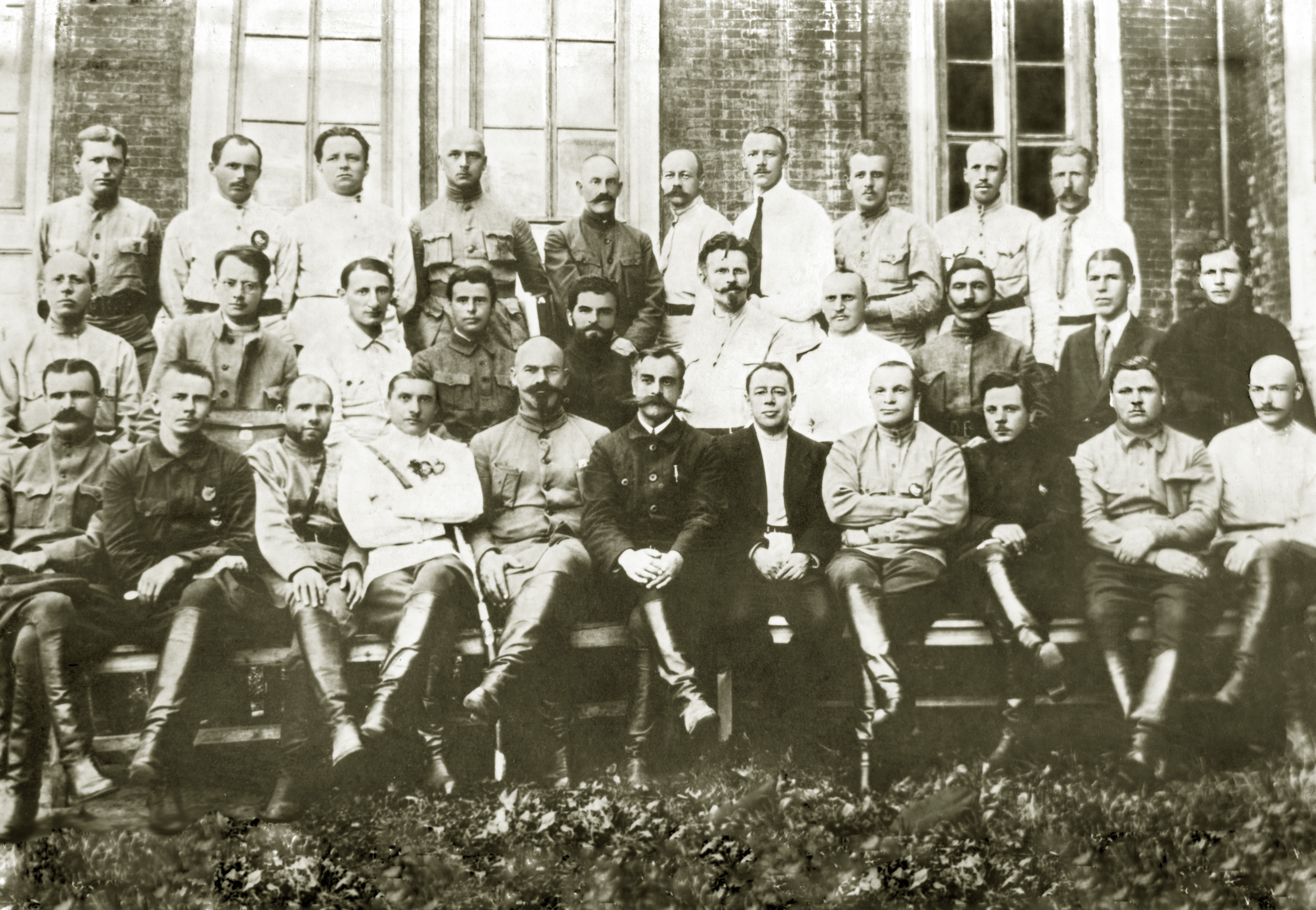
В. Е. Гарф среди участников совещания командующих войсками РККА 13 августа 1921 года (слева направо).
Верхний ряд: 3-й Р. А. Муклевич, 4-й И. Х. Паука, 5-й Н. В. Соллогуб, 6-й В. Е. Гарф, 7-й В. Л. Барановский, 9-й П. М. Ошлей.
Средний ряд: 2-й И. П. Уборевич, 3-й Д. А. Петровский, 4-й И. Э. Якир, 5-й П. П. Лебедев, 6-й Л. Д. Троцкий, 7-й Н. Н. Петин, 8-й С. М. Будённый, 9-й Б. М. Шапошников, 10-й Костышев? (по др. св. П. П. Постышев).
Нижний ряд: 2-й А. И. Корк, 4-й В. С. Лазаревич, 5-й Н. И. Муралов, 6-й С. С. Каменев, 7-й С. И. Гусев, 8-й А. И. Егоров, 9-й К. Е. Ворошилов, 10-й И. Ф. Федько. 13.08.1921 г.

В условиях постоянной смены командующих Восточным фронтом В. Е. Гарф сумел обеспечить преемственность и управляемость войсками. Редкий случай, когда один начальник штаба «пережил» нескольких своих непосредственных руководителей, которые не всегда даже успевали толком войти в курс дел.
После успешно проведённой Уфимской операции (25 мая — 20 июня) В. Е. Гарф, как признанный специалист в «области тактики военных операций с применением пехоты», руководил штабом в период наиболее активных наступательных действий Восточного фронта. Под его руководством были разработаны и успешно проведены Златоустовская (24 июня — 13 июля) и Челябинская (17 июля — 4 августа) операции.
14 августа 1919 года южная группа армий Восточного фронта была преобразована в Туркестанский фронт. Перед оставшимися силами фронта была поставлена задача разгромить А. В. Колчака и освободить Сибирь. Штаб разработал и с августа по ноябрь 1919 года с большим искусством осуществил Петропавловскую операцию. В ходе наступления были освобождены Тобольск (22 октября), Петропавловск (31 октября), Омск (14 ноября). В декабре были взяты Барнаул (11), Новониколаевск (14), Томск (20). Наконец, 7 января 1920 года пал Красноярск. Петропавловское наступление привело к полному разгрому основных сил армии А. В. Колчака. Восточный фронт полностью выполнил свою задачу, и директивой Главного командования от 6 января 1920 года Управление Восточного фронта с 15 января было расформировано.
Для окончательного уничтожения разрозненных остатков колчаковской армии была оставлена 5-я Армия под командованием М. С. Матиясевича. До вступления последнего 8 февраля 1920 года в должность некоторое время армией командовал В. Е. Гарф, после чего он был назначен начальником её штаба.
К лету 1920 года последние очаги сопротивления белых были подавлены, и 23 июня 1920 года Вильгельм Евгеньевич был отозван в Москву. Основные сражения Гражданской войны были завершены. За успешно подготовленные и проведенные операции на Восточном фронте Гражданской войны В. Е. Гарф в 1921 году был награждён орденом Красного Знамени.
Являясь беспартийным представителем чуждого для большевиков социального класса, к тому же этническим немцем, Вильгельм Евгеньевич на протяжении многих лет занимал различные руководящие должности в штабе РККА исключительно благодаря своему профессионализму. В разные годы он был: помощником начальника оперативного управления полевого штаба РВСР (15.07.1920—14.01.1921); исполняющим дела начальника организационного управления штаба РККА (14.01.1921—24.09.1921); вторым помощником начальника штаба РККА (24.09.1921—01.05.1924) (ведал вопросами учёта, организации и мобилизации; ему подчинялись отделы по командному составу, организационный и мобилизационный). В мае 1924 года, когда учётный и организационный отделы были выделены в самостоятельное Организационно-учётное управление, В. Е. Гарф был переведен на должность его начальника. В октябре 1925 года Вильгельм Евгеньевич стал помощником начальника Управления военно-учебных заведений РККА, но уже через 2 месяца получил назначение заместителем начальника Главного управления РККА. В январе 1927 года он занял должность заместителя начальника снабжения РККА, откуда в ноябре 1929 года был переведён на должность помощника начальника вооружений РККА.
В феврале 1931 года В. Е. Гарф перешёл на преподавательскую работу, сначала военруком Московского электротехнического института связи (МЭИС), а с августа 1932 года заместителем начальника Инженерно-технической академии связи им. В. Н. Подбельского при Наркомате связи СССР. Одновременно Вильгельм Евгеньевич возглавил командный факультет академии, ему была присвоена высшая служебная категория К-14. В сентябре 1934 года он был назначен на свою последнюю должность — начальника Академии связи им. В. Н. Подбельского. С введением в сентябре 1935 года в Красной Армии воинских званий, приказом наркома обороны СССР № 2395 от 20 ноября 1935 года В. Е. Гарфу было присвоено персональное звание комдива, что можно рассматривать как определённое понижение. Высшая служебная категория К-14 предполагала присвоение ему звания не ниже командарма 2-го ранга. По произволу К. Е. Ворошилова такое понижение коснулось практически всех начальников военных академий за исключением, пожалуй, лишь А. И. Корка и Б. М. Иппо.
Вильгельм Евгеньевич руководил академией в те годы, когда шёл трудный процесс слияния Московского электротехнического института связи и Академии им. В. Н. Подбельского. Завершилось оно уже после его ареста.

### Жертва политических репрессий в СССР
С наступлением «большого террора», в начале 1938 года В. Е. Гарф был снят с должности и отослан в распоряжение Управления по комначсоставу РККА. Ожидаемый в таких случаях арест последовал 10 мая. Вместе с Вильгельмом Гарфом (фото В. Е. Гарфа во внутренней тюрьме на Лубянке) был арестован его сын Евгений — слушатель 5-го курса инженерного факультета Военной академии химической защиты, воентехник 2-го ранга. Следствие не заняло много времени. Удалось ли сломить комдива или нет, теперь не установить. Так или иначе, но он умолчал, что в одной из соседних камер внутренней тюрьмы на Лубянке находится арестованный десятью днями ранее его двоюродный брат Л. Л. Кербер и тем самым спас ему жизнь. О близких родственных связях двух заключённых, арестованных почти одновременно, хотя и по разным поводам следователи НКВД так и не узнали.

В списке № 2 «Москва-Центр» на бывших военных работников, предназначенных к осуждению по 1-й категории, который был представлен И. В. Сталину 20 августа 1938 года начальником Секретариата НКВД СССР И. Шапиро, фигурировало 208 человек. Под № 35 в нем значился Гарф Вильгельм Евгеньевич, обвинённый в контрреволюционной деятельности в составе террористической организации, а под № 36 — его сын Гарф Евгений Вильгельмович. В сопроводительной записке Нарком внутренних дел Н. Ежов писал: 
Посылаю на утверждение 4 списка лиц, подлежащих ВК:

1. Список № 1 (общий) — 313

2. —"— № 2 (бывш. военных работников) — 208

3. —"— № 3 (бывш. работников НКВД) — 134

4. —"— № 4 (жены врагов народа) — 15

Прошу санкции осудить всех по первой категории.20.VIII-38 г. Ежов
 Сталин и Молотов по обыкновению подписали списки без каких-либо замечаний. «Суд» состоялся 22 августа 1938 года. Военной коллегией Верховного суда СССР В. Е. Гарф был приговорен к расстрелу. С его же сыном произошло то, чего почти невозможно было ожидать. Евгений Гарф оказался среди тех редких счастливцев, кого из списков по первой категории приговорили к длительному сроку заключения.
Как и все приговорённые в тот день к смертной казни, комдив Вильгельм Евгеньевич Гарф был расстрелян штатным палачом НКВД В. Блохиным и его подручными в ту же ночь 22 августа 1938 года на спец. объекте НКВД «Коммунарка», что на 24-м километре Старо-Калужского шоссе.
Постановлением Военной коллегии Верховного Суда СССР от 28 мая 1955 года В. Е. Гарф был полностью реабилитирован. Его жене Серафиме Васильевне председатель Президиума Верховного Совета СССР К. Е. Ворошилов принёс извинение за «допущенную досадную ошибку».

## Семья
Перед арестом В. Е. Гарф с семьёй проживал в образцовом доме 9/11 в Потаповском переулке, где селились многие известные деятели СССР, в том числе и командиры высшего звена.
- жена: Серафима Васильевна ур. Шляпникова (1885—1957);Братья-кадеты (настоящие прошлые и будущие): Евгений Гарф, Виктор Кербер, Вильгельм Гарф, Леонид Кербер

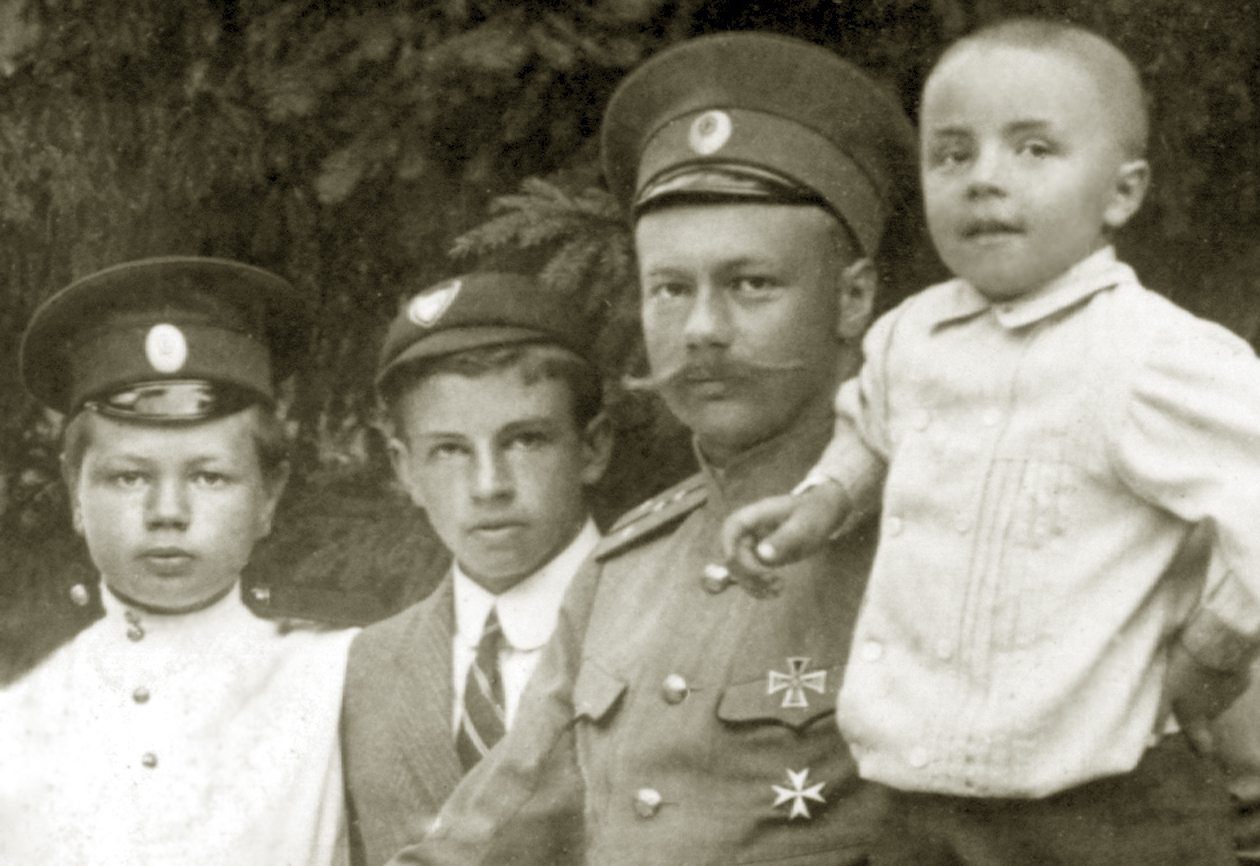
Братья-кадеты (настоящие прошлые и будущие): Евгений Гарф, Виктор Кербер, Вильгельм Гарф, Леонид Кербер

  - сын: Евгений Вильгельмович Гарф (1913—1977)[24];
  - дочь: Татьяна Вильгельмовна Лузанова (1921—1990) — жена народного артиста РСФСР Фёдора Петровича Лузанова;
- брат: Евгений Евгеньевич (1895—1916) — штабс-капитан, участник Первой мировой войны. Погиб 3 сентября 1916 года[25], похоронен в склепе Мирониевской церкви лейб-гвардии Егерского полка;
- дядя: вице-адмирал Людвиг Бернгардович фон Кербер;
  - двоюродный брат: Виктор Львович Корвин-Кербер (1894—1970) — штабс-капитан, лейб-егерь, участник Первой мировой войны. Позже — морской лётчик, авиаконструктор;
  - двоюродный брат: Леонид Львович Кербер (1903—1993) — доктор технических наук, авиаконструктор, заместитель Генерального конструктора КБ А. Н. Туполева по оборудованию;
  - двоюродный брат: Борис Львович Кербер (1907—1978) — авиаконструктор, заместитель Генерального конструктора КБ А. И. Микояна по оборудованию;
- дядя: вице-адмирал Максимилиан Фёдорович фон Шульц;
- дядя: капитан 2-го ранга Константин Фёдорович фон Шульц.

## Награды
- Орден Святой Анны 4-й степени
- Орден Святого Станислава 3-й степени с мечами и бантом;
- Орден Святой Анны 3-й степени с мечами и бантом;
- Орден Святого Станислава 2-й степени с мечами;
- Орден Святой Анны 2-й степени с мечами;
- Орден Святого Владимира 4-й степени с мечами и бантом;
- Орден Красного Знамени[10].